# The Album (álbum de Blackpink)
The Album es el primer álbum de estudio surcoreano de Blackpink y tercero en su discografía general. Fue lanzado el 2 de octubre de 2020 en formato digital y el 6 de octubre en formato físico por YG Entertainment e Interscope Records, cuyo título principal es el sencillo «Lovesick Girls». Contiene además, su primer sencillo promocional, la canción «How You Like That», que fue prelanzada el 26 de junio de 2020, además del sencillo «Ice Cream», grabado en colaboración con la cantante estadounidense Selena Gomez. Musicalmente, el álbum utiliza elementos del pop, el R&B, el hip hop, el EDM y el trap, y cuya temática muestra «un lado más maduro del grupo, al cantar sobre una diversidad de emociones experimentadas por las mujeres jóvenes que crecen, en lugar de solo cantar sobre el amor».
Dos de sus tres sencillos fueron lanzados previamente y se ubicaron entre los 40 principales éxitos del Billboard Hot 100 de los EE. UU.: el sencillo «How You Like That» alcanzó la posición 32, «Ice Cream» alcanzó el puesto número 13 y se convirtió en la canción de Blackpink con la posición más alta en los Estados Unidos, mientras que «Lovesick Girls» alcanzó el número 59 en la lista. Para promocionar el álbum, Blackpink apareció en varios programas de música de Corea del Sur y programas de entrevistas en los Estados Unidos, además de realizar un concierto virtual de pago por visión titulado The Show el 31 de enero de 2021. The Album recibió críticas generalmente favorables de la prensa especializada, quienes elogiaron la habilidad vocal y la variedad estilística de Blackpink; sin embargo, algunos críticos encontraron el álbum demasiado corto y su producción algo obsoleta.
The Album debutó en el número 2 en el Billboard 200 de EE. UU. con 110 000 unidades vendidas y es el álbum coreano femenino con las listas más altas y el álbum con las listas más altas de un grupo global femenino desde Welcome to the Dollhouse (2008) de Danity Kane. Además alcanzó el número uno en Nueva Zelanda y Corea del Sur, y se ubicó entre los diez primeros álbumes en 16 países diferentes. En noviembre de 2020, The Album debutó en el número 2 en la lista de álbumes de Gaon Music Chart con 1 092 550 copias vendidas (1 073 671 en sus cuatro versiones más 18 879 en formato vinilo) y se convirtió en el álbum más vendido en su primera semana de un grupo femenino en la historia de dicha lista.
El 26 de octubre de 2020, el álbum recibió la calificación Million Seller tras vender más de 1.2 millones de copias en todo el mundo, convirtiéndose en el primer grupo femenino de Corea del Sur en lograrlo, además de establecer un nuevo récord de ventas entre los grupos femeninos de K-pop, superando la marca establecida por S.E.S. en 1999 con su álbum Love, que alcanzó 760 000 ventas.
El 11 de marzo de 2021, la Federación Internacional de la Industria Fonográfica (IFPI) informó que The Album fue el 5.º álbum más vendido en formato físico y descargas digitales globales del 2020.
El álbum obtuvo dos importantes reconocimientos, el de mejor álbum extranjero en los Asian Pop Music Awards de China y un Premio Bonsang a mejor álbum en los Golden Disc Awards de Corea del Sur.

## Antecedentes

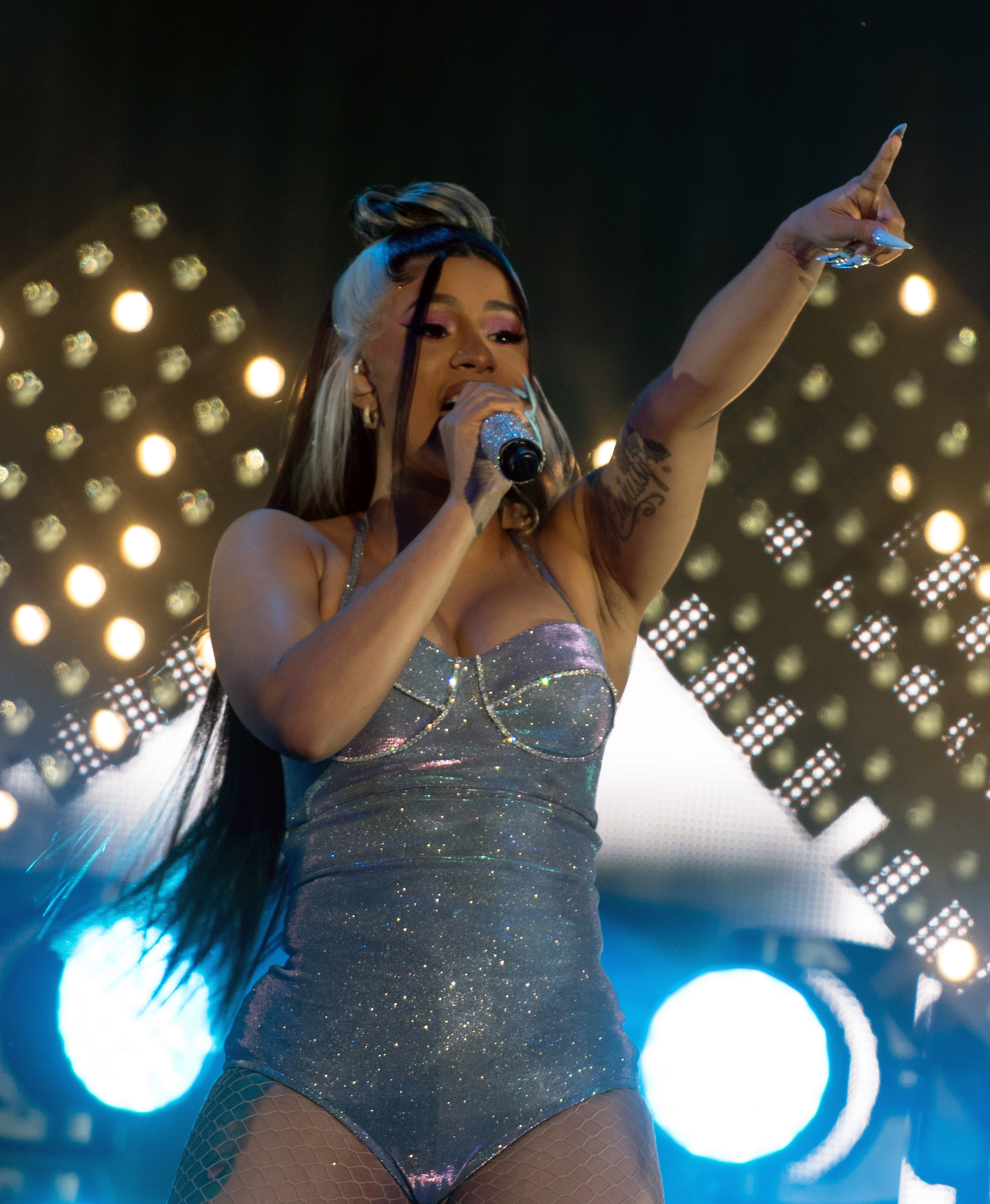
Cardi B acompaña a Blackpink en «Bet You Wanna».

El 4 de mayo de 2020 se informó que el grupo había terminado de grabar su nuevo álbum y que estaban trabajando en una calendarización para grabar un vídeo musical más tarde ese mes. El 18 de mayo del mismo año, el sello surcoreano del grupo, YG Entertainment, compartió una actualización sobre el proyecto, donde informó el próximo lanzamiento de su primer álbum de larga duración, que contaría con más de diez canciones, para el mes de junio de 2020.
El 10 de junio de 2020, YG publicó el póster para el sencillo de prelanzamiento del álbum en todas sus plataformas de redes sociales, donde se reveló que la fecha de lanzamiento de la canción sería el 26 de junio. Finalmente, la canción titulada «How You Like That» se estrenó oficialmente el 26 de junio de 2020, tras una conferencia de prensa y un lanzamiento mundial a través de YouTube y V Live. Tras casi un mes de promoción y ventas, la canción consiguió, entre otros reconocimientos, batir cinco Record Guinness en YouTube, ganar 12 Perfect All-Kill (PAK) de la música coreana, fue certificada con disco de oro en Canadá y Japón y disco de Platino en Corea del Sur, mientras que la versión como álbum sencillo también fue certificada platino en Corea del Sur, y alcanzó el primer lugar en iTunes en más de 60 países.
El 22 de julio de 2020 se publicó un póster como adelanto de lo que sería el segundo sencillo de prelanzamiento del álbum, informando que su fecha de salida iba a ser en agosto de 2020 y que contaría con una colaboración aún no confirmada. Días más tarde, el 3 de agosto, se confirmó que este segundo sencillo de prelanzamiento sería publicado el 28 de agosto, sin anunciar aún el artista que realizaría la colaboración, aunque fuertes rumores indicaban que sería Ariana Grande o Selena Gomez. El 11 de agosto se confirmó que la colaboración iba a ser con la cantante Selena Gomez, mientras que el 21 de agosto se confirmó que el título del sencillo era «Ice Cream».
El 27 de julio de 2020, las cuentas oficiales de YG Entertainment publicaron el primer póster del álbum, confirmando que su fecha de lanzamiento sería el 2 de octubre de manera digital y que el 6 de octubre estaría disponible en formato físico, y que su título finalmente era The Album. Además se informó que el álbum sería puesto a la venta en tres formatos distintos: Deluxe Package, Standard LP + Digital Album y Standard CD + Digital Album, y en cuatro versiones distintas, que incluyen diversos elementos coleccionables.
El 20 de septiembre, se publicó la primera imagen oficial del nuevo álbum de Blackpink, donde se ven a las cuatro miembros de espaldas, aparentemente en un estacionamiento vehicular, además de confirmar que la hora oficial de publicación sería a las 13:00 hrs. (KST) del 2 de octubre. En los cuatro días siguientes se liberaron pósteres de cada una de las integrantes. El 26 de septiembre se liberaron vídeos de Rosé y Lisa. Al día siguiente se presentaron vídeos promocionales de Jisoo y Jennie. Ese mismo mes, en una entrevista con el DJ estadounidense y locutor de radio Zach Sang, Blackpink reveló que el álbum estaba «repleto de diversas sorpresas diferentes, confirmando a 'Ice Cream' como una de las grandes sorpresas». Agregaron que el productor discográfico Tommy Brown colaboró en dos canciones del álbum, incluida la pista junto a Selena Gomez.
El 28 de septiembre, se anunció, a través de un primer póster oficial, que la pista principal del lanzamiento del disco llevaba por título «Lovesick Girls», y que sería estrenada en conjunto con el lanzamiento del disco. Horas más tarde, fue publicado el primer vídeo conceptual de la canción.
El 29 de septiembre, se hizo pública la lista definitiva de canciones que conformarían el disco, donde se confirmó que contendría ocho canciones, destacándose una nueva colaboración, esta vez junto a la rapera norteamericana Cardi B titulada «Bet You Wanna».

## Concepción y grabación
Blackpink tenía programado realizar una gira mundial durante el verano de 2020, pero sus planes cambiaron debido a la Pandemia de COVID-19, por lo que comenzaron a trabajar en su siguiente álbum. El 4 de mayo, el sitio web surcoreano Star News informó de forma exclusiva que el grupo había terminado de grabar su canción principal y se encontraba en fase de preparación para el vídeo musical.
En agosto de 2020, en una entrevista para Apple Music, la integrante de Blackpink, Rosé, declaró haber estado trabajando duro durante ocho meses: «Hemos estado enfocadas en completar nuestro próximo álbum y convertirlo en lo mejor que podamos darle a nuestros fans. Entonces, siento que este álbum podría brindar mucha luz y energía a todos los que están atrapados en casa sin saber qué hacer... con suerte esto puede animarlos». Respecto a la colaboración con Selena Gomez, Jennie señaló que «Hemos estado al tanto de ella durante mucho tiempo y, afortunadamente, cuando esta canción salió a la luz en el estudio, tuvimos la idea de tener a Selena, porque obviamente sabíamos que encajaría de inmediato. Y sí, sucedió de forma muy natural».
El álbum fue grabado entre enero y agosto de 2020 en los estudios de The Black Label, subsidiaria de YG Entertainment, en Seúl.

«Nos sentimos muy apoyadas al hacer este álbum. ¡Poder contar historias tan personales y ver cómo nuestros fans reaccionan ante ellas ahora es muy emocionante! En el estudio también nos divertimos mucho trabajando juntas y colaborando con nuestra música». Jisoo para Teen Vogue.

Respecto al título del álbum, mientras promocionaban su trabajo en el programa Jimmy Kimmel Live! el 21 de octubre de 2020, la integrante Rosé reveló que habían tenido muchas ideas para nombrar el álbum. «Teníamos un montón de ideas», afirmó, «pero al final del día, sabíamos que nuestros fanáticos esperaban tanto nuestro álbum que decidimos elegir algo que lo describiera fácilmente, y 'The Album' sonaba muy sencillo».

## Composición y letras

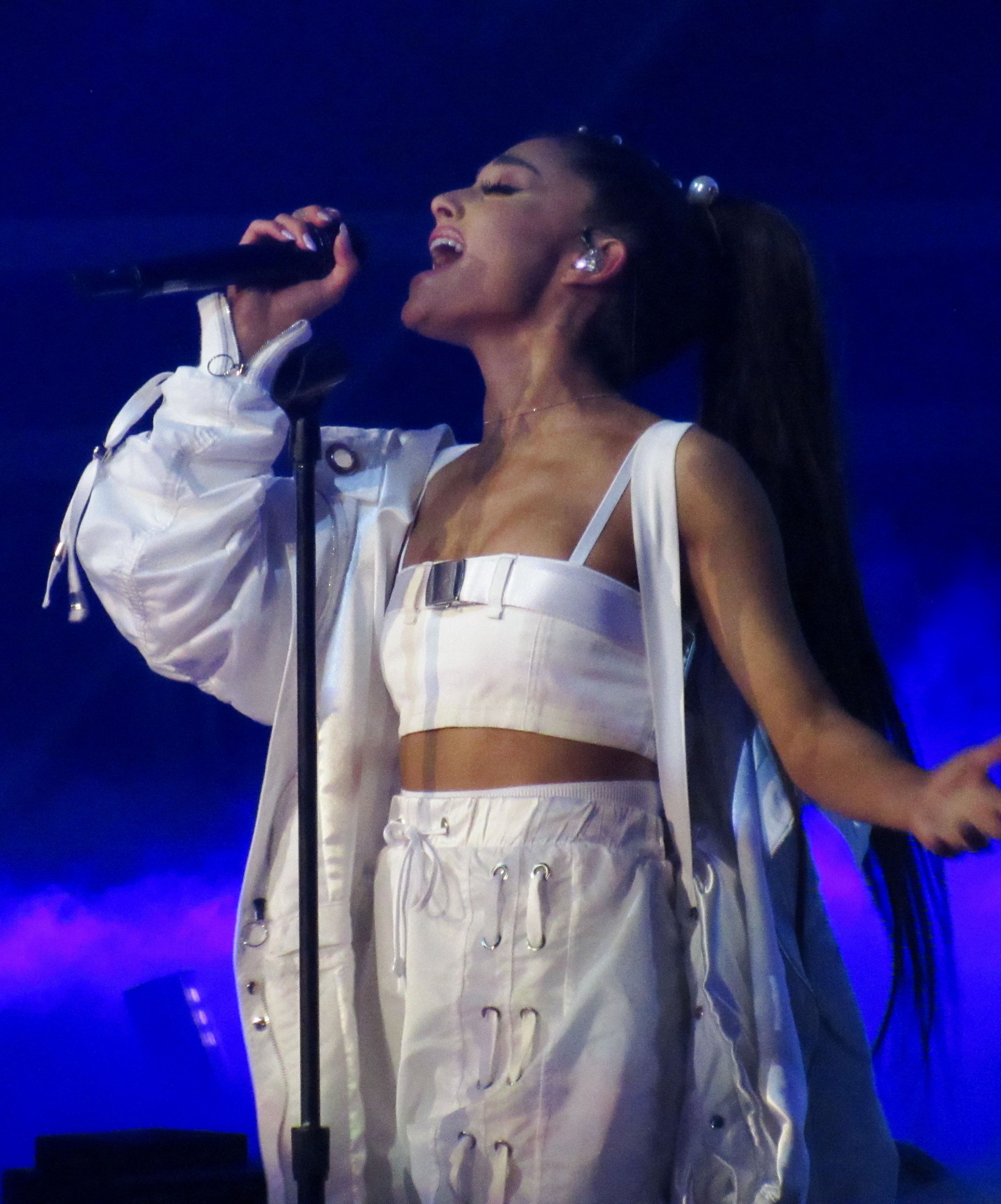
Ariana Grande, una de las compositoras de «Ice Cream».

La edición estándar de The Album tiene una duración aproximada de 25 minutos y consta de ocho pistas. La cantante estadounidense Selena Gomez y la rapera Cardi B colaboran en «Ice Cream» y «Bet You Wanna», respectivamente. The Album fue producido por Teddy Park, Tommy Brown, Mr. Franks, R.Tee, 24, Future Bounce, Tushar Apte y Rob Grimaldie. Con ocho pistas, el álbum es el material coreano más extenso del catálogo musical de Blackpink. Musicalmente, es un álbum pop y EDM con influencias del hip-hop, el trap y la música rock. Las miembros Jisoo y Jennie participaron en la composición y escritura de la canción «Lovesick Girls». Blackpink explicó que The Album estaba destinado a mostrar «un lado más maduro del grupo, al cantar sobre una diversidad de emociones experimentadas por las mujeres jóvenes que crecen, en lugar de solo cantar sobre el amor».
La pista de apertura, «How You Like That», es una pista que fusiona el EDM, pop, trap y hip-hop, donde también se combinan elementos de la música árabe durante uno de sus raps, que habla sobre «no dejarse intimidar por situaciones oscuras y no perder la confianza y la fuerza para levantarse de nuevo». Fue escrita por Teddy Park junto a Danny Chung, compuesta por R. Tee, 24 y Park y producida por el propio Park. Tiene una duración de tres minutos y tres segundos. En términos de notación musical, la canción está escrita en clave de si mayor y tiene un tempo de 130 pulsaciones por minuto. Matt Melis del sitio web Consequence of Sound señaló que «Combinando inglés y coreano, las miembros Jisoo, Jennie, Rosé y Lisa transmiten un mensaje positivo de perseverancia sobre una pista con un estilo hip-hop con muchos lanzamientos explosivos. "Voy a agarrar la última pizca de esperanza", señala Jisoo en coreano, "incluso si extiendo las dos manos". La canción combina esa demostración de fuerza interior con un coro como mantra y un elaborado vídeo musical». En términos generales, la canción habla sobre la satisfacción del karma, sobre cómo tocaron fondo antes de dejar ir a la persona tóxica que les hizo daño en sus vidas, para finalmente, volver a tomar el control.
La segunda canción, «Ice Cream», que contó con la colaboración de la artista estadounidense Selena Gomez, fue lanzado como el segundo sencillo del álbum el 28 de agosto de 2020. Es una canción electropop y bubblegum pop con elementos del trap. La letra de la canción es principalmente en inglés, con la excepción de un solo verso en coreano. La canción está escrita en clave de mi mayor con un tempo de 80 beats por minuto, mientras que los rangos vocales de Blackpink y Selena Gomez van desde B3 hasta E5. Líricamente, la canción incluye una serie de dobles sentidos relacionados con el helado y metáforas sexuales y románticas.
«Pretty Savage», la tercera canción, contiene voces y un ritmo pegadizo al estilo staccato con un piano al acecho de fondo, donde su letra hace referencia de manera desafiante a la envidia a su calidad de estrellas de la música, con una de las líneas de rap más ingeniosas del álbum a cargo de Jennie: «Si te equivocas con nuestros nombres, recibe un golpe como ddu-du ddu-du», en un guiño a su anterior éxito musical.
La cuarta pista, «Bet You Wanna», que cuenta con la colaboración de Cardi B, tiene un ritmo simple y mejorado por las voces del grupo y el flujo de rap de Cardi. La canción trata sobre prometerle a tu pareja un buen momento hasta que «dicha persona esté enganchada». La canción renuncia al coro instrumental para destacar aún más sus voces. «En un raro caso de armonización en la discografía del grupo, la voz de Rosé se superpone a la de Jennie en un final sinfónico de la pista», señaló Kat Moon para Time.
La quinta canción y pista principal, «Lovesick Girls», es una pista de baile tipo himno con guitarras acústicas y un sonido EDM. Fue el tercer sencillo del álbum y el título principal que acompañó al lanzamiento del álbum el 2 de octubre de 2020. La canción está escrita en clave de mi bemol menor con un tempo de 128 beats por minuto y rangos vocales que van desde Ab3 hasta Eb5. La pista habla sobre «las situaciones románticas que se tornan oscuras cuando se sufre por amor, pero que, pese al dolor, se debe seguir adelante». La pista presenta créditos de escritura para Blackpink por primera vez, con Jennie y Jisoo contribuyendo en la escritura de la letra, mientras que Jennie también trabajó sobre la composición. «Es un dance pop vibrante en una línea similar a «We Found Love» de Rihanna, con un coro pegadizo: "Nacimos para estar solos, pero ¿por qué seguimos buscando el amor?", confirmando que el empoderamiento femenino se ha convertido en una gran parte de la marca de la banda y, aquí, lo manejan sutilmente, convirtiendo la soltería y la búsqueda del amor en una aventura en lugar de una necesidad que debe satisfacerse para sentirnos completos», indicó Rhian Daly para el sitio web The Forty Five.
«Crazy Over You», la sexta canción, es un arreglo de canción retro hip-hop con un ritmo trap minimalista y un silbido balcánico junto con sonidos de guitarra de surf rock, que mezcla influencias orientales y occidentales, combinando melodías y ritmos tocados con instrumentos asiáticos tradicionales con ritmos de hip-hop. Natasha Mulenga para el sitio oficial de MTV, reseñó sobre la canción que «Todo vale en el amor y en la guerra, y aquí, las damas de Blackpink se preparan para la batalla por sus intereses amorosos. Tampoco les importa si se hacen enemigos o si creen que están locas, ellas tienen lo que quieren, y en este carrusel vertiginoso que es una joya del pop, lo van a conseguir».
La séptima canción, «Love To Hate Me», es una pista dance pop sobre cómo despedir a un examante celoso y «estúpido», donde su línea del estribillo, «no vales mi amor si solo amas para odiarme», parece ser una respuesta descarada para aquellos que expresan su desaprobación a medida que el grupo se levanta. La pista «afirma la importancia de saber lo que vales y negarse a conformarse con alguien que no te anima, con un pop minimalista lo suficientemente agradable al oído».
La pista de cierre, «You Never Know», es una «balada sincera con voces majestuosas y una sensación de triunfo». Temáticamente, la pista trata sobre la paciencia y la empatía, siendo un vistazo a las experiencias de los artistas que enfrentan las críticas y las presiones de la fama como un grupo musical de primer nivel con una audiencia internacional de millones de personas: «He escuchado suficiente sobre cosas que no soy», canta Lisa en la apertura de la canción, mientras ella y Jisoo marcan el tono de una de las canciones más emocionalmente crudas de Blackpink desde su debut; «Nunca lo sabrás a menos que te pongas en mis zapatos», dice el coro, «porque todos ven lo que quieren ver, es más fácil juzgarme que creer».

## Portada y embalaje
La edición estándar se lanzó físicamente en CD, cinta de casete y disco de vinilo, y se puso a disposición para su descarga musical y reproducción digital. La edición de lujo viene en cuatro versiones de cajas, cada una con un CD, un álbum de fotos, seis postales, dos tarjetas fotográficas, una calcomanía, una hoja de créditos, una tarjeta fotográfica montada, un póster y dos tarjetas fotográficas grupales. El 8 de octubre, YG Entertainment reveló la mercancía oficial de The Album y de «Lovesick Girls» en su tienda oficial, YG Select. Además, se regalaron 4 tarjetas Polaroid con selfies no reveladas de las miembros por cualquier compra de artículos en estado de preventa. El 14 de octubre, las tarjetas de transporte Limited Cashbee se pusieron a la venta en YG Select y en los sitios web de minoristas especializados.
El lanzamiento del álbum en su versión japonesa se lanzó con doce ediciones físicas. Además de la edición normal, existieron tres ediciones limitadas con imágenes de uno de los sencillos: «How You Like That» para la versión A, «Lovesick Girls» para la versión B y «Ice Cream» para la versión C. Cada edición limitada venía con folletos de fotos tamaño A4, carteles B3, tarjetas circulares y tarjetas fotográficas conceptuales. Además, hay cuatro versiones en solitario, una sobre cada miembro, cada una de las cuales es un paquete de lujo tipo revista, que utiliza fotografías en solitario para la carátula, el diseño y el folleto del CD. La edición especial incluye un vídeo en DVD y Blu-Ray del concierto en línea The Show, celebrado en enero de 2021.
La obra de arte de la edición estándar del álbum muestra el logotipo del grupo en letras rosadas debajo de una corona rosa brillante sobre un fondo negro, que YG Entertainment presentó por primera vez en un póster teaser en julio de 2020 junto con la fecha de lanzamiento oficial del álbum. La obra de arte fue diseñada por VBstudio, un estudio de diseño con sede en Seúl.

## Lanzamiento y promoción

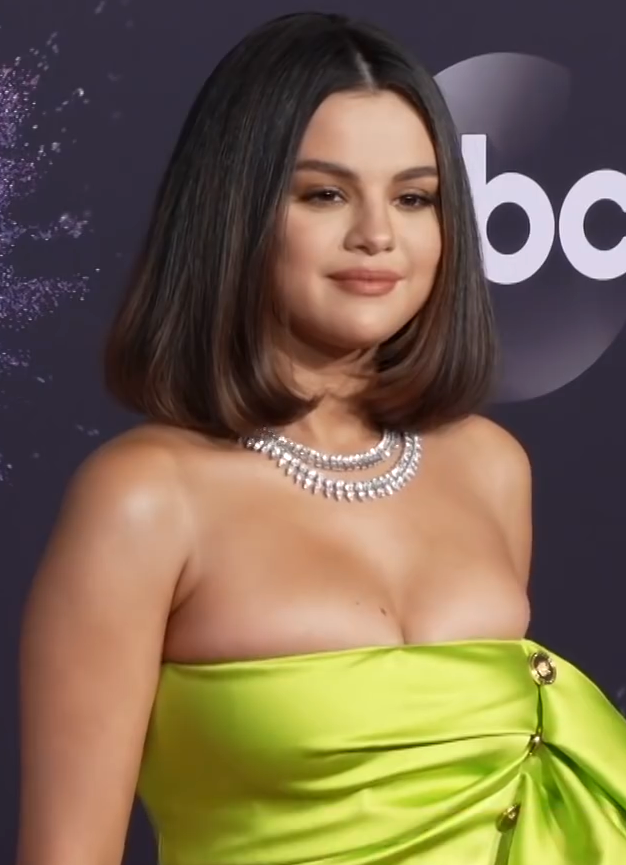
Selena Gomez, intérprete de «Ice Cream» junto a Blackpink.

El 26 de septiembre, como parte de la promoción del estreno del álbum, las miembros de Blackpink crearon listas de reproducción de sus canciones favoritas, las que compartieron a través de Spotify, acompañadas de vídeos, invitando a la gente a disfrutar de sus listas y a escuchar su futuro álbum.
Tras el anuncio de la colaboración de Blackpink con el videojuego PlayerUnknown's Battlegrounds (PUBG), desde el 28 de septiembre, «How You Like That» formó parte de la banda sonora del juego, donde se escuchó en el lobby del juego hasta el 2 de octubre, fecha de lanzamiento del álbum. Los jugadores y jugadoras tenían a su disposición ítems temáticos de Jisoo, Rosé, Lisa y Jennie dentro del juego, además de gráficos y eventos de apoyo hacia las cantantes.
El día del lanzamiento del álbum, Apple Music en un evento de transmisión especial titulado New Music Daily presentó el álbum de manera exclusiva para los fans de los Estados Unidos, donde pudieron oírlo una hora antes de su lanzamiento oficial. Además, se exhibió una entrevista exclusiva con las miembros de Blackpink en su sección Daily Pop, donde los fans pudieron hacer preguntas e interactuar con ellas. Además, las miembros realizaron tres horas antes del lanzamiento del álbum, una transmisión en vivo emitida por V Live, donde hablaron sobre el disco y mostraron imágenes del detrás de cámaras de la filmación del vídeo musical de «Lovesick Girls».
El lanzamiento del álbum también fue el contenido principal del primer capítulo de Released, una serie musical de YouTube Originals creada para ser emitida previo al lanzamiento de nueva música a través de la plataforma.
El grupo inició sus presentaciones en los programas de música de Corea del Sur el 10 de octubre cuando presentaron «Lovesick Girls» y «Pretty Savage» en el programa Show! Music Core de MBC y el 11 de octubre en Inkigayo del canal SBS.
El 21 de octubre, el grupo fue entrevistado por el actor y conductor Jimmy Kimmel en su programa de televisión Jimmy Kimmel Live! de la cadena norteamericana ABC, además de tener una presentación en directo de «Lovesick Girls», sencillo principal del álbum, siendo el primer grupo femenino de k-pop en la historia en presentarse en este programa. Ese mismo día, el grupo hizo su segunda aparición en el programa norteamericano Good Morning America, donde fueron entrevistadas y realizaron una nueva presentación de «Lovesick Girls».

### Vídeos musicales

#### «How You Like That»
El vídeo musical de su primer sencillo, «How You Like That», fue lanzado el 26 de junio de 2020 a las 18:00 hrs. (KST) a través de sus plataformas oficiales de YouTube y V Live, y fue dirigido por Seo Hyun-seung, el mismo que estuvo a cargo de los vídeos de sus anteriores sencillos como «Boombayah», «Ddu-Du Ddu-Du» y «Kill This Love», entre otros. Su lanzamiento se convirtió en el vídeo con más espectadores que visualizan juntos un estreno, con 1.65 millones de espectadores.
Tras su estreno, el vídeo rompió cinco Récords Guinness oficiales de YouTube: el vídeo más visto en 24 horas, el vídeo musical más visto en 24 horas, el vídeo musical de k-pop más visto en 24 horas (86.3 millones de visitas), el vídeo estreno con más vistas durante su estreno y el vídeo de música con más vistas durante su estreno, estas dos últimas marcas fueron logradas con 1.65 millones de espectadores. Además, se convirtió en el vídeo que más rápido alcanzó las 100 millones de visualizaciones, lográndolo en un día, 8 horas y 22 minutos.

#### «Ice Cream»
El vídeo musical de «Ice Cream», el segundo sencillo de prelanzamiento, fue liberado el 28 de agosto de 2020 a través de YouTube, junto con el estreno del sencillo. Tras las primeras 24 horas, el vídeo acumuló 79.08 millones de visitas oficiales, convirtiéndose en el vídeo musical de una colaboración con más visualizaciones en su primer día de lanzamiento, superando a la canción «Boy with Luv», del también grupo surcoreano BTS junto con la cantante estadounidense Halsey, quienes ostentaban la cifra máxima; y se posicionó como el tercer vídeo musical con más vistas durante las primeras 24 horas en la historia de YouTube, solo por debajo de «Dynamite» de BTS y de «How You Like That», el anterior sencillo de Blackpink.

#### «Lovesick Girls»
El vídeo musical de «Lovesick Girls», que fue lanzado el mismo día junto con el álbum, el 2 de octubre de 2020, rompió la propia marca del grupo, al superar las 10 millones de visitas en sólo 52 minutos. El grupo ostentaba el récord anteriormente con su canción «Ice Cream», que había superado las 10 millones de visitas en 2 horas y 55 minutos. El vídeo superó las 50 millones de reproducciones en YouTube en sólo 18 horas desde su lanzamiento. Tres días después, el vídeo alcanzó las 100 millones de reproducciones. Un día después, el 3 de octubre, se publicó un vídeo detrás de escena de la filmación del vídeo musical.

### Concierto en vivo
Para celebrar el lanzamiento del álbum, Blackpink anunció su primer concierto en línea mediante el sistema de suscripción y pago por visión, titulado Blackpink: The Show, a realizarse el 27 de diciembre de 2020. Debido a las regulaciones de la Pandemia de COVID-19 en Corea del Sur en ese momento, el concierto se pospuso para el 31 de enero de 2021. Bajo una asociación entre el sello del grupo YG Entertainment y YouTube Music, este correspondió al primer evento musical de la serie de conciertos en línea de YG Entertainment bajo el nombre de "YG Palm Stage". Un adelanto promocional del concierto se lanzó por primera vez el 23 de noviembre de 2020. El concierto estuvo disponible exclusivamente en el canal de YouTube de Blackpink e incluyó interpretaciones por primera vez de canciones del nuevo álbum.
El concierto registró aproximadamente 280 000 suscriptores pagos, lo que generó más de 10 mil millones de wones surcoreanos (US$ 8.9 millones) de la venta de entradas en línea.

## Recepción

### Comentarios de la crítica
El álbum recibió críticas generalmente positivas de los medios especializados. En Metacritic, que asigna una calificación normalizada de 100 a las reseñas de las publicaciones principales, el álbum recibió una puntuación promedio ponderada de 71 basada en 4 reseñas, lo que indica "reseñas generalmente favorables".
Neil Z. Yeung de AllMusic señaló en su reseña que «rebosantes de confianza, Jisoo, Jennie, Rosé y Lisa conquistan cada pista de The Album con su habilidad vocal, tanto cantando como rapeando, y encantan sin esfuerzo, cambiando de estilo para ofrecer algo distinto para sus distintos tipos de fans».
Jason Lipshutz de Billboard, en un análisis pista por pista del álbum, indicó que «Jennie, Jisoo, Lisa y Rosé han creado algo especial con Blackpink; esto fue evidente mucho antes de que el cuarteto de K-pop, que se especializa en pop con arreglos astutos y un hip-hop enérgico, lanzara The Album. Sin embargo, la colección de ocho canciones proporciona un hogar adecuado para su atractivo único, recopila sencillos recientes y los rodea con estribillos indelebles, letras reveladoras y una perspectiva unificada de cuatro artistas que no tienen miedo de correr riesgos».
Alexis Petridis de The Guardian elogió la producción del álbum llamándolo «un pop influenciado por el rap con herramientas de precisión que hace que los esfuerzos de la mayoría de los artistas occidentales en esa área parezcan pálidos», pero criticó la falta de un «concepto global». Escribiendo para The Telegraph, Neil McCormick señaló que las pistas «suenan como cinco canciones diferentes empaquetadas en una sola» y que el álbum «es como Britney Spearmint Bubblegum con esteroides». Para Rolling Stone, Tim Chan escribió que «el conjunto de ocho canciones es un lanzamiento elegante, seguro y tremendamente entretenido del grupo femenino más grande del mundo».
Para Insider, el álbum «se siente más como una lista de reproducción» cuyas canciones no forman un grupo. En una nota positiva, se refirió a las canciones como «ocho tragos seguidos de licores azucarados multicolores». Palmer Haasch dijo que el álbum «logra abarcar su identidad musical» y que «siempre te mantiene alerta». Hannah Zwick de Consequence of Sound dijo que el álbum «muestra su estilo característico de combinar géneros e influencias para crear canciones que son tan clásicamente pop como identificables como Blackpink», pero critica que «te deja con ganas de más, tanto en cantidad y calidad».
Mikael Wood de Los Angeles Times dio una crítica mixta, calificando el álbum de «opresivo» y «casi totalmente fuera de alineación con las tendencias predominantes de la música pop» y que el lanzamiento «no supera la prueba del pop antiguo ni la prueba del nuevo». En una crítica mixta de Slant Magazine, Sophie Ordez escribió que «abarrotado de pirotecnia EDM que agrada a la multitud y frases descaradas, The Album es sin duda el producto de una máquina pop bien engrasada y de última generación, pero se siente estancada mirando hacia atrás a las tendencias probadas y verdaderas, tanto en el k-pop como en la música pop occidental».
Caitlin White para Uproxx, señaló que «The Album definitivamente está lleno de momentos más oscuros que contrastan con los elementos technicolor del pop. La primera canción del disco, 'How You Like That', se basa en gran medida en ritmos trap y siniestros cuernos deformados para un estribillo burlón, y uno de los primeros sencillos del proyecto. 'Lovesick Girls' es cualquier cosa menos esperanzadora cuando se trata de amor. La música pop dedicada a hablar sobre relaciones tóxicas nunca pasa de moda, por lo que todas estas canciones golpean más fuerte que nunca durante un año marcado por el aislamiento y la decepción».

### Recibimiento comercial
Tras una semana desde que se diera inicio a la preventa del álbum, el 28 de agosto de 2020, se informó que el álbum ya había vendido más de 800 000 copias, siendo 270 000 de ellas en los Estados Unidos y Europa. El 1 de octubre, horas antes del lanzamiento del álbum, YG Entertainment anunció que las ventas habían superado el millón de preventas, con 670 000 en Corea del Sur y cerca de 340 000 en los Estados Unidos y Europa, convirtiendo a Blackpink en el primer grupo femenino de k-pop en alcanzar dicho logro. Además, los 18 888 LP de edición limitada que fueron puestos a la venta, también se agotaron previo al estreno.
El 4 de octubre, el álbum se ubicó en el lugar N.° 1 a nivel mundial del servicio de música en línea Apple Music, en su lista Worldwide Album Chart.
El 6 de octubre se informó que el álbum alcanzó aproximadamente 590 000 ventas en solo un día desde el lanzamiento del álbum físico, con lo que rompió el récord entre grupos femeninos surcoreanos que mantenía Iz*One, quienes vendieron 390 000 copias de su miniálbum Oneiric Diary en su primera semana.
The Album debutó en el primer lugar de la lista Gaon Albums Chart, en lo que fue su segundo álbum número uno en Corea del Sur. El 7 de octubre, se informó que el álbum rompió el récord de ventas de la primera semana en Hanteo entre grupos femeninos, con 590 000 copias vendidas en sólo un día después de su fecha del lanzamiento físico. Las ocho canciones del álbum combinadas en la lista Billboard Global 200 lograron 333.3 millones de reproducciones y 70 000 descargas en todo el mundo en la semana de seguimiento que finalizó el 8 de octubre, según MRC Data.
El 9 de octubre, debutó en el top 10 en las listas de Reino Unido y Alemania. En la Official Charts Company del Reino Unido se ubicó en la segunda posición, mientras que en la Official German Charts alcanzó la posición 7, consiguiendo con esto la mejor ubicación de un grupo femenino de Corea en ambas listas. También fue el álbum en casete más vendido de la semana, con 5 700 copias en dicho formato. En 2020, Blackpink registró con el álbum cinco canciones diferentes en el Reino Unido en un solo año, más que cualquier otro acto coreano. En Irlanda, The Album posicionó al grupo como el primer artista surcoreano en figurar entre las diez primeras posiciones de su lista, al alcanzar la sexta ubicación en la lista de álbumes irlandeses.
The Album también tuvo éxito en Oceanía. En Australia, debutó en el número 2 en la lista de álbumes de ARIA, siendo el primer álbum de Blackpink en conseguirlo. Además, «How You Like That», «Ice Cream», «Bet You Wanna» y «Lovesick Girls» entraron en el top 50 del ARIA Singles Chart. En Nueva Zelanda, el álbum debutó en el número uno en la lista de álbumes, lo que convirtió al grupo en el primer artista surcoreano en hacerlo. «Lovesick Girls», «Bet You Wanna» y «Pretty Savage» se ubicaron en el top 10 de la lista Hot Singles de Nueva Zelanda, y «Crazy Over You» se ubicó en el decimotercer lugar.
En la semana de lanzamiento, se había informado que se proyectaba que The Album vendería entre 110 000 y 125 000 unidades equivalentes a álbum. Finalmente, el 12 de octubre, el grupo estableció un nuevo récord al debutar en el puesto 2 de la lista Billboard 200, con 110 000 unidades equivalentes a álbum, incluyendo 81 000 ventas de álbumes puros, 26 000 ventas equivalentes a transmisiones (resultantes de 40.3 millones de transmisiones on-demand) y 2000 ventas de pistas equivalentes, lo que fue el puesto más alto para un grupo femenino de k-pop en dicha lista, y la mejor ubicación para un álbum de un grupo femenino a nivel global, tras el primer lugar conseguido en abril de 2008 por el grupo norteamericano Danity Kane con su álbum Welcome to the Dollhouse. En su segunda semana, el álbum descendió a la posición 6, con 35 000 unidades de álbumes equivalentes obtenidas, para finalmente ser el segundo acto de K-Pop en pasar varias semanas en el top 10 de Billboard 200. En la misma semana, Blackpink también encabezó la lista Billboard Artist 100, en un nuevo hito como el primer grupo femenino en lograrlo. The Album y sus sencillos se destacaron por tener mejores actuaciones en las listas en comparación con su anterior EP Kill This Love y su canción principal homónima. En Canadá, The Album inició en el número 5 en la lista Canadian Albums Chart, por lo que fue su segundo álbum consecutivo en ubicarse entre los diez primeros en el país. Cinco pistas del álbum debutaron en el Canadian Hot 100, con «How You Like That», «Ice Cream» y «Lovesick Girls» llegando al top 30.
El 26 de octubre de 2020, el álbum recibió la calificación Million Seller tras certificarse más de 1.2 millones de copias vendidas en todo el mundo, además de establecer un nuevo récord de ventas entre los grupos femeninos de K-pop, superando la marca establecida por S.E.S. en 1999 con su álbum debut Love, que alcanzó 760 000 ventas.
El 11 de marzo de 2021, la Federación Internacional de la Industria Fonográfica (IFPI) informó que The Album fue el 5.º álbum más vendido en ventas físicas y descargas digitales en todo el mundo del 2020.
El 18 de abril de 2022 se dio a conocer que el grupo estableció un nuevo hito musical, al conseguir que todas las canciones del álbum superaran las 100 millones de reproducciones en la plataforma Spotify, al informarse que la canción «You Never Know» superó esta marca, igualando así el logro del resto de canciones.

#### Sencillos
El 16 de julio se lanzó una versión física de «How You Like That» para su compra en el sitio web oficial del grupo, con la canción y una versión instrumental. La canción debutó en el número 33 en la lista Billboard Hot 100, lo que lo convirtió en el segundo debut de Blackpink en el top 40 de dicha lista musical. En Corea del Sur, la canción debutó en el número 12 en el Gaon Digital Chart. La semana siguiente subió al número uno, lo que le valió a Blackpink su tercer sencillo número uno en el país. La canción encabezó las listas de éxitos en Singapur, Hungría y Malasia, además de tener presencia dentro de las listas de éxitos en otros 26 países. La canción fue certificada con disco de oro en Canadá y Japón y disco de Platino en Corea del Sur, mientras que la versión como álbum sencillo también fue certificada platino en Corea del Sur.
Apenas una hora después de su estreno, «Ice Cream» recibió su primer reconocimiento en la industria China, al obtener triple disco de oro. Días más tarde, recibió un triple disco de platino por más de 1 000 000 de unidades vendidas en la plataforma de descarga musical QQ Music. Además, en su día de lanzamiento, la canción debutó entre los cinco primeros en las listas de Spotify de Estados Unidos y Global, y en el número 3 en la lista de ventas de iTunes de todos los géneros en los Estados Unidos. El 29 de agosto, «Ice Cream» alcanzó la cima de las listas de iTunes en 38 países, llegando a los primeros puestos en los Estados Unidos y Reino Unido, quedando en segundo y tercer lugar respectivamente. Alcanzó el puesto número 13 de la lista Billboard Hot 100, convirtiéndose en el sencillo de Blackpink con mayor audiencia en los Estados Unidos. La canción también alcanzó el número 8 en Gaon Digital Chart en su segunda semana en Corea del Sur. El sencillo fue lanzado además en EE. UU. a través de la Contemporary hit radio el 1 de septiembre.
«Lovesick Girls» encabezó las listas de canciones de iTunes en 57 países diferentes, incluidos EE. UU., Canadá, Brasil, México y Chile. Debutó en el número dos en Billboard Global 200 y en el número uno en el Billboard Global Excl. U.S. con 114 millones de reproducciones y 17 000 descargas vendidas fuera de los EE. UU. y se convirtió en el primer éxito de Blackpink en alcanzar dicho logro. La canción se mantuvo entre los diez primeros lugares durante su segunda semana en el Billboard Global Excl. U.S., bajando al número 5. En total, la canción estuvo 14 semanas en el Global 200 y 25 semanas en la lista Global Excl. U.S. En los Estados Unidos, tras el lanzamiento del álbum, el sencillo debutó en el número 59 en el Billboard Hot 100, así como en el número 9 en el Digital Songs y número 46 en la lista Streaming Songs de Billboard, todas el 17 de octubre de 2020. En la misma semana, la canción debutó en la cima de la lista World Digital Song Sales, dándole a Blackpink su séptimo puesto en la lista después de «How You Like That».

### Impacto e influencia
El 14 de enero de 2022 se dio a conocer que, en conmemoración del aniversario N.º 30 de Interscope Records, se llevaría a cabo una exposición pictórica de 50 cuadros de artistas visuales que crearon obras originales inspiradas en canciones y álbumes lanzados por los artistas musicales de dicho sello a lo largo de los años. Esta exposición, presentada en el Museo de Arte del Condado de Los Ángeles del 30 de enero al 13 de febrero de 2022, expuso, entre otras obras sobre artistas como Lady Gaga, Olivia Rodrigo y Billie Eilish, un cuadro inspirado en The Album de Blackpink titulado «Seeking Hearts», realizado por la pintora estadounidense Jennifer Guidi. «Blackpink ha roto las barreras para las mujeres de muchas maneras y quería honrar eso al acercarme a este proyecto con la idea del poder femenino en mente. Hay un reconocimiento literal de la banda al crear una pintura en negro y rosa, y me atrajo la relación de los dos colores, el amor y el romance entrelazados con la sofisticación y la mística, y su complejidad como un todo», señaló la artista.

## Reedición:The Album -JP Ver.-
El 2 de junio de 2021, YG Entertainment anunció de manera sorpresiva a través de las redes sociales el lanzamiento de la versión japonesa de The Album, para la industria de Japón, por parte de YGEX, discográfica colaboradora de YG Entertainment en dicho país, e Interscope Records. El disco, considerado el primer álbum larga duración en japonés y el tercer álbum del grupo para la industria nipona, lleva por nombre The Album -JP Ver.- y contiene las nuevas versiones en japonés de las canciones «How You Like That», «Pretty Savage», «Lovesick Girls» y «You Never Know». Las canciones «Ice Cream», «Bet You Wanna», «Crazy Over You» y «Love To Hate Me», al ser íntegramente en inglés, se mantuvieron en sus versiones originales.
El 1 de julio de 2021 fue lanzado un adelanto fotográfico conceptual del álbum, mientras que el 26 de julio de 2021 se publicó un vídeo con el adelanto de las pistas que contenía el disco.
El álbum fue lanzado en doce versiones físicas distintas, con cada integrante como protagonista de las ilustraciones de cada versión, además de ocho nuevas versiones. El disco viene acompañado de un extenso álbum fotográfico de las miembros junto a un DVD con contenido audiovisual y vídeos musicales.
Como parte de la promoción del álbum, fueron lanzados los vídeos musicales en sus versiones japonesas de «Lovesick Girls» y de «How You Like That», el 12 de julio y el 2 de agosto de 2021, respectivamente.
Tras su primer día de lanzamiento, se convirtió en el álbum más vendido según la lista musical de álbumes de Oricon del 4 de agosto de 2021, registrando más de 14 000 unidades vendidas. Además consiguió también el primer lugar en la lista Top Album de Japón de Apple Music.
En su primera semana, el álbum se ubicó en la posición número 3 en el registro oficial de la lista de álbumes de Oricon.

## Lista de canciones
Créditos adaptados de Tidal y del sitio web oficial del grupo. Grabado en los estudios de The Black Label.

| CD / Descarga digital |                                | |                                                                                                  |                                                  |          |  |
| N.º                   | Título                         | Letras | Música                                                                                           | Arreglo                                          | Duración |  |
| 1.                    | «How You Like That»            | Teddy Park, Danny Chung                                                                                         | Teddy Park, R.Tee, 24                                                                            | R.Tee, 24                                        | 3:02     |  |
| 2.                    | «Ice Cream» (con Selena Gomez) | Bekuh BOOM, Victoria Monét, Teddy Park                                                                          | Tommy Brown, Mr. Franks, Teddy Park, Bekuh BOOM, Victoria Monét, 24, Selena Gomez, Ariana Grande | Tommy Brown, Mr. Franks, 24                      | 2:56     |  |
| 3.                    | «Pretty Savage»                | Teddy Park, Løren, Vince, Danny Chung                                                                           | Teddy Park, R.Tee, 24, Bekuh BOOM                                                                | Teddy Park, 24, R.Tee                            | 3:19     |  |
| 4.                    | «Bet You Wanna» (con Cardi B)  | Tommy Brown, Steven Franks, Ryan Tedder, Melanie Joy Fontana, Belcalis Almanzar, Torae Carr, Jonathan Descartes | Tommy Brown, Mr. Franks                                                                          | Tommy Brown, Mr. Franks, Teddy Park              | 2:39     |  |
| 5.                    | «Lovesick Girls»               | Teddy Park, Løren, Jisoo, Jennie, Danny Chung                                                                   | Teddy Park, Jennie, Brian Lee, Leah Haywood, R.Tee, David Guetta                                 | 24, R.Tee                                        | 3:13     |  |
| 6.                    | «Crazy Over You»               | Teddy Park, Bekuh BOOM, Danny Chung                                                                             | Teddy Park, Bekuh BOOM, 24, R.Tee, Future Bounce                                                 | 24, R.Tee, Future Bounce                         | 2:42     |  |
| 7.                    | «Love To Hate Me»              | Tushar Apte, Rob Grimaldi, Chloe George, Steph Jones, Danny Chung                                               | Tushar Apte, Rob Grimaldi, 24                                                                    | Tushar Apte, Rob Grimaldi, 24, Vince, Teddy Park | 2:50     |  |
| 8.                    | «You Never Know»               | Løren, Bekuh BOOM                                                                                               | 24, Bekuh BOOM                                                                                   | 24                                               | 3:49     |  |
| 24:30                 |                                | |                                                                                                  |                                                  |          |  |

| Reedición: Versión japonesa |                                        | |                                                                                                  |                                                  |          |  |
| N.º                         | Título                                 | Letras | Música                                                                                           | Arreglo                                          | Duración |  |
| 1.                          | «How You Like That» (japanese version) | Teddy Park, Danny Chung, Co-sho                                                                                 | Teddy Park, R.Tee, 24                                                                            | R.Tee, 24                                        | 3:02     |  |
| 2.                          | «Ice Cream» (con Selena Gomez)         | Bekuh BOOM, Victoria Monét, Teddy Park                                                                          | Tommy Brown, Mr. Franks, Teddy Park, Bekuh BOOM, Victoria Monét, 24, Selena Gomez, Ariana Grande | Tommy Brown, Mr. Franks, 24                      | 2:56     |  |
| 3.                          | «Pretty Savage» (japanese version)     | Teddy Park, Løren, Vince, Danny Chung, FanFan                                                                   | Teddy Park, R.Tee, 24, Bekuh BOOM                                                                | Teddy Park, 24, R.Tee                            | 3:19     |  |
| 4.                          | «Bet You Wanna» (con Cardi B)          | Tommy Brown, Steven Franks, Ryan Tedder, Melanie Joy Fontana, Belcalis Almanzar, Torae Carr, Jonathan Descartes | Tommy Brown, Mr. Franks                                                                          | Tommy Brown, Mr. Franks, Teddy Park              | 2:39     |  |
| 5.                          | «Lovesick Girls» (japanese version)    | Teddy Park, Løren, Jisoo, Jennie, Danny Chung, Co-sho                                                           | Teddy Park, Jennie, Brian Lee, Leah Haywood, R.Tee, David Guetta                                 | 24, R.Tee                                        | 3:13     |  |
| 6.                          | «Crazy Over You»                       | Teddy Park, Bekuh BOOM, Danny Chung                                                                             | Teddy Park, Bekuh BOOM, 24, R.Tee, Future Bounce                                                 | 24, R.Tee, Future Bounce                         | 2:42     |  |
| 7.                          | «Love To Hate Me»                      | Tushar Apte, Rob Grimaldi, Chloe George, Steph Jones, Danny Chung                                               | Tushar Apte, Rob Grimaldi, 24                                                                    | Tushar Apte, Rob Grimaldi, 24, Vince, Teddy Park | 2:50     |  |
| 8.                          | «You Never Know» (japanese version)    | Løren, Bekuh BOOM, Sayumi Otomo                                                                                 | 24, Bekuh BOOM                                                                                   | 24                                               | 3:49     |  |
| 24:30                       |                                        | |                                                                                                  |                                                  |          |  |

## Créditos
Créditos adaptados de Tidal y del sitio web oficial del grupo.
| Músicos - Jisoo – voz (todos los tracks), letrista (track 5) - Jennie – voz (todos los tracks), letrista, compositora (track 5) - Rosé – voz (todos los tracks) - Lisa – voz (todos los tracks) - Teddy Park – letrista (tracks 1-3, 5-6) - Danny Chung – letrista (tracks 1, 3, 5-7) - Selena Gomez – voz, compositora (track 2) - Victoria Monét – compositora, letrista (track 2) - Ariana Grande – compositora (track 2) - Bekuh BOOM – letrista (tracks 2, 6, 8) - Løren – letrista (track 3, 5, 8) - Vince – letrista (track 3) | - Cardi B – voz, letrista (track 4) - Ryan Tedder – letrista (track 4) - Steven Franks – letrista (track 4) - Melanie Fontana – letrista (track 4) - Torae Carr – letrista (track 4) - Jonathan Descartes – letrista (track 4) - Leah Haywood – compositora (track 5) - David Guetta – compositor (track 5) - Future Bounce – compositor (track 6) - Tushar Apte – compositor, letrista (track 7) - Rob Grimaldi – compositor, letrista (track 7) - Chloe George – letrista (track 7) - Steph Jones – letrista (track 7) | Técnicos - Teddy Park – productor (1-3, 5-6), arreglista (tracks 2-4, 7) - 24 – productor (tracks 1-3, 5-8), arreglista (tracks 1, 3, 5-8) - R. Tee – productor (tracks 1-3, 5-6), arreglista (tracks 1, 3, 5-6) - Steven Franks – productor, arreglista (track 2) - Tommy Brown – productor (track 2, 4) - Vince – arreglista (track 7) - Serban Ghenea – mezclador (tracks 2, 4) - Jason Roberts – mezclador (tracks 3, 5-8) - Future Bounce – arreglista (track 6) - Tushar Apte – arreglista (track 7) - Rob Grimaldi – arreglista (track 7) |

## Reconocimientos

### Premios y nominaciones
| Año  | Evento                  | Premio                        | Resultado | Ref.    |
| ---- | ----------------------- | ----------------------------- | --------- | ------- |
| 2020 | Asian Pop Music Awards  | Álbum del año - Extranjero    | Ganador   | [ 25 ]  |
| 2020 | Melon Music Awards      | Álbum del año                 | Nominado  | [ 182 ] |
| 2020 | Mnet Asian Music Awards | Álbum del año                 | Nominado  | [ 183 ] |
| 2021 | Gaon Chart Music Awards | Álbum del año - 4.º trimestre | Nominado  | [ 184 ] |
| 2021 | Golden Disk Awards      | Mejor álbum (Bonsang)         | Ganador   | [ 26 ]  |
| 2021 | Golden Disk Awards      | Álbum del año (Daesang)       | Nominado  | [ 185 ] |

### Listados
| Publicación          | Lista                                                         | Ranking  | Ref.    |
| -------------------- | ------------------------------------------------------------- | -------- | ------- |
| Bandwagon            | On the Record: Música que formó nuestro 2020                  | Incluida | [ 186 ] |
| Billboard            | Los 50 mejores álbumes de 2020: Staff Picks                   | 25.º     | [ 187 ] |
| Billboard            | Los 25 mejores álbumes pop de 2020: Staff Picks               | Incluida | [ 188 ] |
| Bugs                 | Álbumes más amados de 2021                                    | 6.º      | [ 189 ] |
| Buro                 | Top 5 álbumes de K-Pop de 2020                                | 1.º      | [ 190 ] |
| Dazed                | Los 20 mejores álbumes de 2020                                | 15.º     | [ 191 ] |
| Genius               | 50 mejores álbumes de 2020 - The Genius Community’s           | 14.º     | [ 192 ] |
| Genius               | Álbumes Top (a la fecha) - The Genius 2021 Year In Lyrics     | 20.º     | [ 193 ] |
| Glamour              | Los 30 mejores álbumes de 2020                                | Incluida | [ 194 ] |
| Google Search        | Top álbumes musicales de 2020                                 | 9.º      | [ 195 ] |
| Hypebae              | The Hypebae Best: Álbumes Top de 2020                         | Incluida | [ 196 ] |
| Idolator             | Los 70 mejores álbumes pop de 2020                            | 23.º     | [ 197 ] |
| Koreaboo             | Los 20 mejores álbumes de K-Pop de 2020                       | 9.º      | [ 198 ] |
| KpopStarz            | Principales tendencias que sucedieron en la escena K-Pop 2020 | Incluida | [ 199 ] |
| Offcultured          | Los mejores álbumes de K-Pop de 2020                          | Incluida | [ 200 ] |
| Paste Magazine       | Los 30 mejores álbumes de K-Pop de todos los tiempos          | 15.º     | [ 201 ] |
| Pitchfork            | Los 41 álbumes más esperados del otoño de 2020                | Incluida | [ 202 ] |
| Pop Crave            | Top 40 álbumes de 2020                                        | 34.º     | [ 203 ] |
| Pop Crush            | Los mejores 25 álbumes de 2020                                | Incluida | [ 204 ] |
| Pop Sugar            | 50 mejores álbumes de 2020                                    | Incluida | [ 205 ] |
| Riff Magazine        | Los mejores álbumes de 2020                                   | 75.º     | [ 206 ] |
| Spotify              | Top global de álbumes de K-Pop 2021                           | 4.º      | [ 207 ] |
| Stylecaster          | Los mejores álbumes de 2020                                   | Incluida | [ 208 ] |
| The Arizona Republic | 20 álbumes para escuchar este otoño                           | Incluida | [ 209 ] |
| The Guardian         | La mejor cultura de la temporada - Álbumes de pop y rock      | Incluida | [ 210 ] |
| The Reader           | Los 20 mejores álbumes lanzados por mujeres en 2020           | 19.º     | [ 211 ] |
| Uproxx               | Mejores álbumes del 2020                                      | 41.º     | [ 212 ] |
| Vogue                | Los 20 mejores discos de 2020                                 | 17.º     | [ 213 ] |
| Yahoo!               | Los mejores álbumes de 2020 - Staff Picks                     | 6.º      | [ 214 ] |

## Posicionamiento en listas
| Lista (2020)                                   | Mejor posición |
| ---------------------------------------------- | -------------- |
| Alemania (Official German Charts)              | 7              |
| Australia (ARIA)                               | 2              |
| Austria (Austria Albums Chart)                 | 9              |
| Bélgica (Ultratop 200 Flandes)                 | 4              |
| Bélgica (Ultratop 200 Valonia)                 | 16             |
| Canadá (Billboard Canadian Albums)             | 5              |
| Croacia (Top Lista Prodaje)                    | 22             |
| Corea del Sur (Gaon Album Chart)               | 1              |
| Dinamarca (Hitlisten)                          | 19             |
| Escocia (OCC)                                  | 3              |
| Eslovaquia (ČNS IFPI)                          | 10             |
| España (PROMUSICAE)                            | 4              |
| Estados Unidos (Billboard 200)                 | 2              |
| Estados Unidos (Billboard Current Album Sales) | 1              |
| Estados Unidos (Billboard World Albums)        | 1              |
| Estados Unidos (Billboard Tastemakers)         | 7              |
| Estados Unidos (Rolling Stone Top 200)         | 2              |
| Finlandia (Suomen virallinen lista)            | 9              |
| Francia (SNEP)                                 | 11             |
| Hungría (MAHASZ)                               | 7              |
| Irlanda (IRMA)                                 | 6              |
| Islandia (Tonlistinn)                          | 13             |
| Italia (FIMI Album)                            | 17             |
| Japón (Billboard Japan Hot Albums)             | 4              |
| Japón (Japan Oricon Albums)                    | 4              |
| Lituania (AGATA)                               | 3              |
| Noruega (VG-lista)                             | 10             |
| Nueva Zelanda (RMNZ)                           | 1              |
| Países Bajos (Mega Album Top 100)              | 14             |
| Polonia (ZPAV)                                 | 4              |
| Portugal (AFP)                                 | 19             |
| Reino Unido (Official Charts Company)          | 2              |
| República Checa (ČNS IFPI)                     | 11             |
| Suecia (Sverigetopplistan)                     | 8              |
| Suiza (Schweizer Hitparade)                    | 11             |

| Lista (2020)                     | Mejor posición |
| -------------------------------- | -------------- |
| Corea del Sur (Gaon Album Chart) | 8              |

| Lista (2021)                | Mejor posición |
| --------------------------- | -------------- |
| Japón (Japan Oricon Albums) | 3              |

| Lista (2020)                     | Mejor posición |
| -------------------------------- | -------------- |
| Corea del Sur (Gaon Album Chart) | 2              |
| Japón (Oricon Album Chart)       | 18             |

| Lista (2020)                     | Mejor posición |
| -------------------------------- | -------------- |
| Corea del Sur (Gaon Album Chart) | 23             |

| Lista (2021)                | Mejor posición |
| --------------------------- | -------------- |
| Japón (Japan Oricon Albums) | 9              |

| Lista (2020)                               | Mejor posición |
| ------------------------------------------ | -------------- |
| Corea del Sur (Gaon Album Chart)           | 5              |
| Estados Unidos (Billboard 200)             | 189            |
| Estados Unidos (Billboard Top Album Sales) | 34             |
| Estados Unidos (Billboard World Albums)    | 4              |
| Hungría (MAHASZ)                           | 69             |
| Mundo (IFPI Global Album Sales Chart)      | 5              |
| Lista (2021)                               | Mejor posición |
| Estados Unidos (Billboard 200)             | 200            |
| Estados Unidos (Billboard World Albums)    | 3              |
| Japón (Billboard Japan Hot Albums)         | 88             |

## Ventas y certificaciones
| País                                               | Organismo certificador | Certificación  | Ventas certificadas | Ref.    |
| Ventas                                             | Ventas                 | Ventas         | Ventas              | Ventas  |
| -------------------------------------------------- | ---------------------- | -------------- | ------------------- | ------- |
| Corea del Sur                                      | KMCA                   | Million Seller | 1 466 760*          | [ 259 ] |
| China                                              | QQ Music               | Diamante       | 1 427 736*          | [ 260 ] |
| Estados Unidos                                     | Rolling Stone          | -              | 223 500*            | [ 261 ] |
| Francia                                            | SNEP                   | Oro            | 50 000*             | [ 262 ] |
| Japón                                              | Oricon                 | -              | 66 862*             | [ 263 ] |
| Polonia                                            | ZPAV                   | Platino        | 20 000*             | [ 264 ] |
| Reino Unido                                        | BPI                    | Plata          | 60 000*             | [ 265 ] |
| Mundo                                              | IFPI                   | -              | 1 510 000*          | [ 266 ] |
| *Cifras de ventas basadas solo en certificaciones. |                        |                |                     |         |

## Historial de lanzamiento
| Región               | Fecha                   | Formato                         | Distribuidora                        | Ref.      |
| The Album            | The Album               | The Album                       | The Album                            | The Album |
| -------------------- | ----------------------- | ------------------------------- | ------------------------------------ | --------- |
| Mundo                | 2 de octubre de 2020    | CD, descarga digital, streaming | YG Entertainment, Interscope Records | [ 267 ]   |
| Reino Unido          | 2 de octubre de 2020    | Casete                          | YG Entertainment, Interscope Records | [ 268 ]   |
| Corea del sur        | 6 de octubre de 2020    | CD, vinilo                      | YG Entertainment, Interscope Records | [ 269 ]   |
| Japón                | 12 de octubre de 2020   | CD                              | YG Entertainment                     | [ 270 ]   |
| Estados Unidos       | 31 de diciembre de 2020 | Vinilo                          | YG Entertainment, Interscope Records | [ 271 ]   |
| The Album - JP ver.- |                         |                                 |                                      |           |
| Japón                | 3 de agosto de 2021     | CD, descarga digital, streaming | YGEX, Universal Music Japan          | [ 272 ]   |